# Lautna
Koordinaten: 58° 44′ N, 23° 54′ O
Lautna (deutsch Lautel) ist ein Dorf (estnisch küla) in der Landgemeinde Lääneranna im Kreis Pärnu (bis 2017: Landgemeinde Lihula im Kreis Lääne).

## Einwohnerschaft und Lage
Der Ort hat 27 Einwohner (Stand 31. Dezember 2011). Er liegt 34 Kilometer südöstlich von Haapsalu (Hapsal).
In Lautna befindet sich ein Gedenkstein für den in Matsalu geborenen estnischen Ornithologen und Naturforscher Eerik Kumari (1912–1984). Er war von 1952 bis 1977 Leiter des Instituts für Zoologie und Botanik der Estnischen Akademie der Wissenschaften. Auf Kumari geht die Gründung des heutigen Nationalparks Matsalu 1957 zurück.

## Geschichte
Während des Mittelalters gehörte Lautna zum Nonnenkloster von Lihula (Leal). Das Dorf Lautna wurde erstmals 1534 unter dem Namen Lautell urkundlich erwähnt.
Der Hof von Lautna entstand während des 17. Jahrhunderts. Ab 1765 ist das Rittergut von Lautna nachgewiesen. Letzter Eigentümer vor der Enteignung im Zuge der estnischen Landreform 1919 war die adlige deutschbaltische Familie Manteuffel. Das Herrenhaus ist heute nicht mehr erhalten.